# Marlene Ahrens
Marlene Ahrens Ostertag (Concepción, Región del Biobío, 27 de julio de 1933-Santiago de Chile, 17 de junio de 2020) fue una atleta chilena, la Primera mujer medallista olímpica de Chile y considerada la «mejor deportista mujer de Chile en la historia» según varios periodistas. Se especializó en el lanzamiento de jabalina, prueba con la que ganó la medalla de plata en los Juegos Olímpicos de Melbourne 1956, dos de oro en Juegos Panamericanos, cuatro de oro en Campeonatos Sudamericanos de Atletismo y una de oro en Juegos Iberoamericanos.

## Biografía

### Familia y estudios
Fue hija de Jorge Germán Ahrens y de Gertrudis Ostertag, ambos de origen alemán. Alguna vez comentó que sus padres la bautizaron Marlene porque admiraban a la célebre actriz alemana Marlene Dietrich. Cursó la secundaria en el Colegio Monjas Inglesas de Viña del Mar.
Se casó con Jorge Roberto Ebensperger Grassau (Santiago, 23 de abril de 1917-19 de mayo de 2008), con quien tuvo dos hijos: la periodista Karin Ebensperger y Roberto Ebensperger (nacido el 22 de noviembre de 1958). Fue abuela de Marlén Eguiguren, también periodista y conductora de noticias.

### Inicios en el deporte
Se inició en múltiples actividades deportivas en el Club Manquehue, entre ellas gimnasia, vóleibol y hockey. Sobre su acercamiento al atletismo, declaró: «Un día estaba en la playa con mi novio [Jorge Roberto Ebenspeger]. Él me vio arrojando piedras al mar y tuvo la intuición de recomendarme a los profesores de atletismo del club para que me dedicara a los lanzamientos». Su novio y posterior esposo era jugador de hockey del mismo club. Él la presentó a su entrenador del Manquehue, Walter Frisch, pronosticándole gran futuro como jabalinista.

### Carrera deportiva

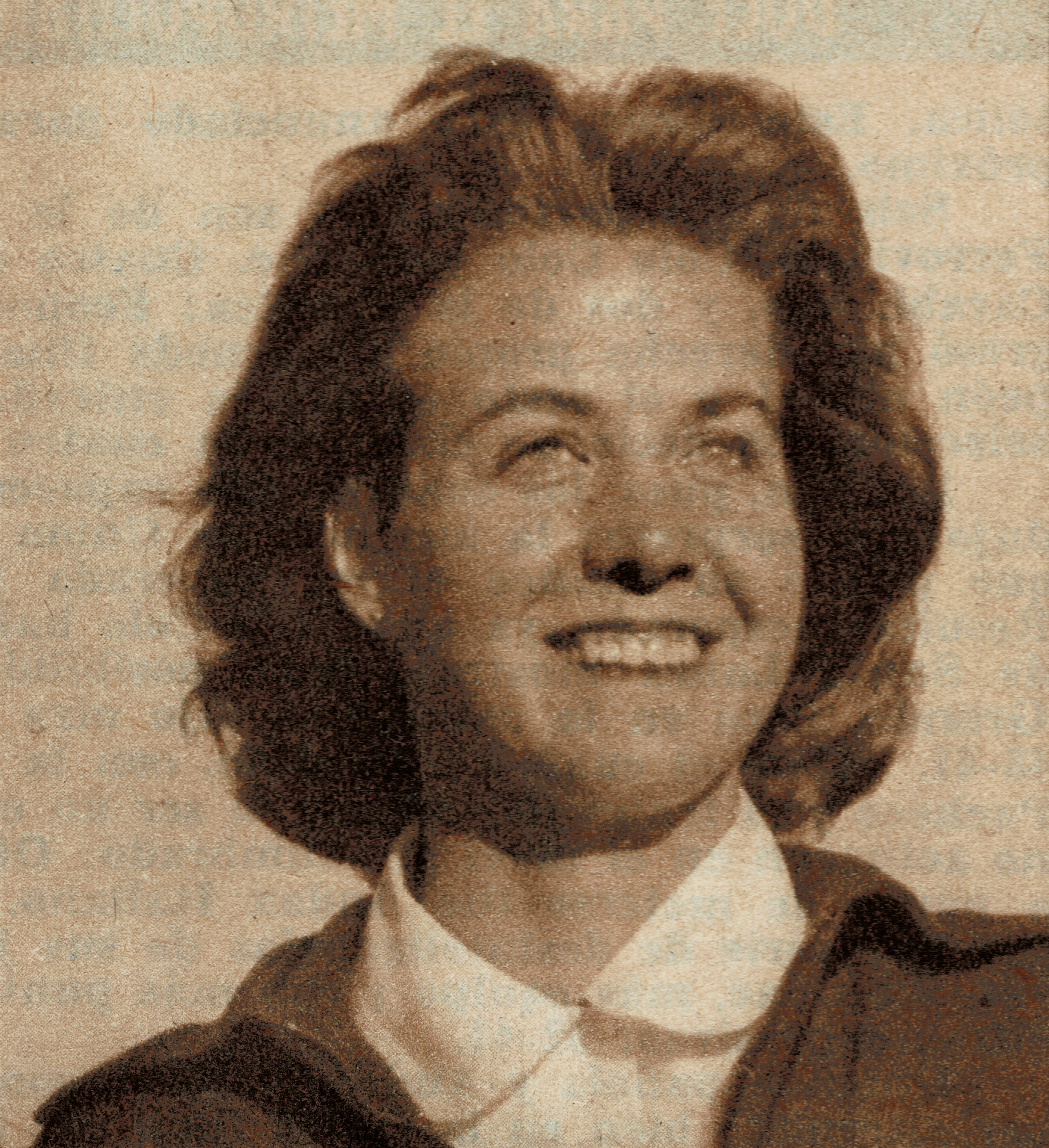
Marlene Ahrens hacia fines de los años 1950

Debutó en el Campeonato Sudamericano de 1954, celebrado en Sao Paulo, donde consiguió el segundo puesto con 41,68 m, muy cerca de la brasileña Anneliese Schmidt (42,07 m).
Debido a su primer embarazo, se alejó de los entrenamientos, pero retornó a ellos a principios de 1956. En Santiago el 17 de marzo de dicho año, durante el Campeonato Nacional, se apoderó del récord sudamericano con 47,64 m, superando los 43,43 m que la uruguaya Estrella Puente había logrado en los Juegos Panamericanos de México 1955. «Es un regalo para ti», le expresó a su padre, quien junto a Jorge Ebensperger la habían estimulado para seguir en el atletismo y le habían regalado una jabalina importada de Estados Unidos en la Navidad anterior. Durante el Campeonato Sudamericano, celebrado en el mismo escenario del Estadio Nacional al mes siguiente, volvió a batir el récord con 48,73 m, obteniendo así su clasificación para los Juegos Olímpicos.
En los Juegos Olímpicos de Melbourne 1956, donde fue la abanderada y única mujer de la delegación chilena, lanzó la jabalina a una distancia de 50,38 m, resultado que le valió la medalla de plata el 28 de noviembre de dicho año —con esta presea, Chile sumó su cuarta medalla en su historia olímpica—. Ahrens fue superada por la soviética Inese Jaunzeme, quien lanzó su jabalina a 53,86 m y se adjudicó la medalla de oro.
Participó en los Juegos Olímpicos de Roma 1960, donde volvió a ser la abanderada durante la ceremonia de apertura. Pese a su buen desempeño, fue suspendida por el Comité Olímpico de Chile (COCh) para asistir a los Juegos Olímpicos de Tokio 1964. Esto se habría debido a la denuncia que presentó en 1959 ante el COCh contra el dirigente Alberto Labra por acoso sexual hacia ella y otras dos deportistas. El COCh solicitó a las atletas que no presentaran la denuncia y, cuando ellas continuaron con el procedimiento, decidieron mantenerlo privado. En 1963, Labra asumió como presidente del COCh y aprovechó unas declaraciones de Ahrens en el periódico Clarín para suspenderla en los meses previos a los Juegos Olímpicos de 1964, terminando con su carrera olímpica.
Posteriormente, incursionó en el tenis, donde alcanzó excelentes resultados en el escalafón nacional. En 1967 ganó el torneo de Chile en dobles mixtos junto con Omar Pabst. A partir de 1979, se dedicó a la equitación, primero en salto ecuestre y luego en adiestramiento, deporte con el que representó a Chile en los Juegos Panamericanos de Mar del Plata 1995.
En 2016 fue distinguida por el Ministerio del Deporte por los 60 años transcurridos desde su medalla de plata en los Juegos Olímpicos de Melbourne 1956. El Centro de Entrenamiento Olímpico de Chile lleva su nombre desde el 23 de diciembre de 2021.

### Muerte
Falleció en la capital chilena el 17 de junio de 2020, a los 86 años, debido a una insuficiencia cardíaca. Al momento de su muerte, ninguna otra deportista chilena había obtenido una medalla en los Juegos Olímpicos. Posteriormente, en los Juegos Olímpicos de París 2024, la tiradora Francisca Crovetto obtuvo la medalla de oro en el tiro skeet femenino.

## Registro de marcas (lanzamiento de jabalina)
| Año  | Torneo                               | Sede                 | Marca        | Medalla | Récord      |
| ---- | ------------------------------------ | -------------------- | ------------ | ------- | ----------- |
| 1954 | Campeonato Sudamericano de Atletismo | São Paulo, Brasil    | 41,66 metros | Plata   | Nacional    |
| 1956 | Campeonato Sudamericano de Atletismo | Santiago, Chile      | 48,73 metros | Oro     | Continental |
| 1956 | Juegos Olímpicos                     | Melbourne, Australia | 50,38 metros | Plata   | Mundial     |
| 1958 | Campeonato Sudamericano de Atletismo | Montevideo, Uruguay  | 43,85 metros | Oro     |             |
| 1959 | Juegos Panamericanos                 | Chicago, USA         | 45,83 metros | Oro     |             |
| 1961 | Campeonato Sudamericano de Atletismo | Lima, Perú           | 42,85 metros | Oro     |             |
| 1962 | Juegos Iberoamericanos               | Madrid, España       | 45,63 metros | Oro     |             |
| 1963 | Campeonato Sudamericano de Atletismo | Cali, Colombia       | 44,67 metros | Oro     |             |
| 1963 | Juegos Panamericanos                 | São Paulo, Brasil    | 49,93 metros | Oro     | Americano   |